# Cassis (Helm)

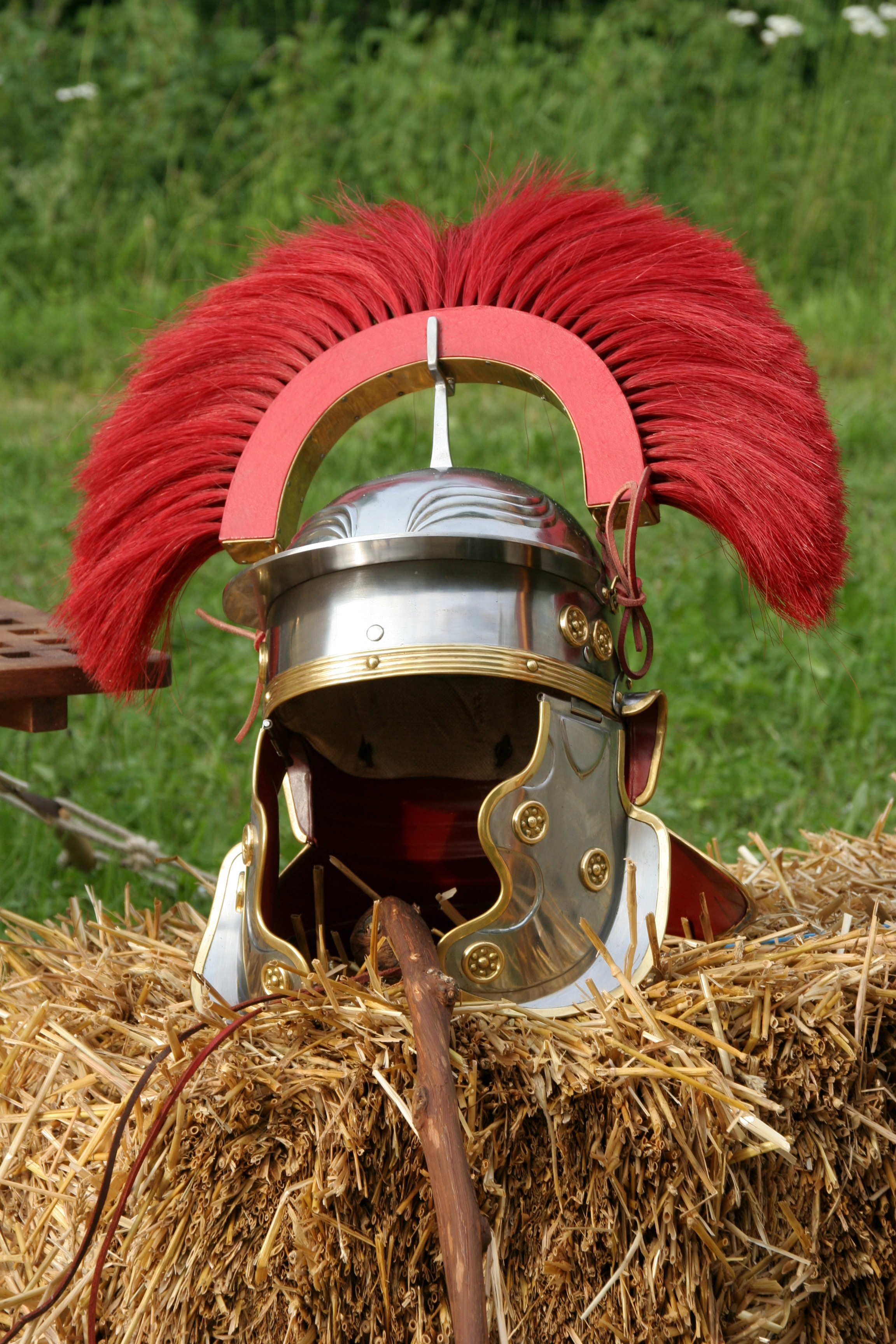
Rekonstruktion eines römischen Cassis mit Helmbusch

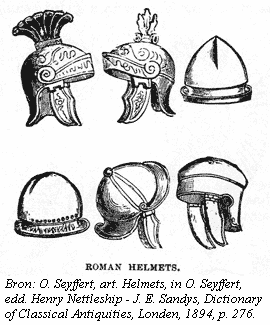
Römische Helme

Cassis war neben Galea die lateinische Sammelbezeichnung für Helme. Ursprünglich waren dies rundliche einfache Helme etruskischer Herkunft, welche die Legionäre vermutlich in der Anfangszeit des römischen Reiches trugen.
In den späteren Jahrhunderten wurde der wahrscheinlich aus dem keltischen Kulturkreis stammende Helm vom Typ Montefortino getragen. Es kamen aber auch Helmformen mit teilweise griechischem Einfluss in der römischen Armee vor. Im Laufe des 1. Jahrhunderts übernahm man eine weitere keltische Helmart aus Gallien, die zum gallo-römischen Helmtyp weiterentwickelt wurden und sich in viele Untergruppen aufteilte (hierzu zählen zum Beispiel die Typen Hagenau/Coolus und Weisenau). Während des durch innere und äußere Instabilitäten geprägten 3. Jahrhunderts kam die Fortentwicklung der gallo-römischen Helme plötzlich zum Erliegen. Der in den nächsten Jahrhunderten prägende kulturelle Einfluss des Ostens und die hohen Materialkosten, welche man bisher für die Helmproduktion benötigte, brachten es u. a. mit sich, dass man völlig neuen, kostengünstigeren Helmtypen den Vorzug gab. Wahrscheinlich hatten die nun zum Standard werdenden römischen Infanterie- und Kavalleriehelme sassanidische und persische Vorbilder. Erstmals finden sich auch Helme mit dem typisch „normannisch“ anmutenden Nasenschutz.
Mit Aufkommen des Christentums als Staatsreligion wurden auch Kreuze in den Helm gepunzt. Außerdem kamen Darstellungen von Mondsicheln und angedeutete Augen hinzu. In noch jüngerer Zeit finden sich dann Kammhelme und Spangenhelme im Einsatz, wobei letztere vielfach mit einem lose herabfallenden Roßhaarbuschen ausgestattet waren.

## Herstellung
Römische Helme wurden zunächst aus Bronze, später überwiegend aus Eisen gefertigt. Die Kalotte der Bronzehelme aus republikanischer Zeit wurde oft gegossen, durch Schmieden gehärtet und in ihre endgültige Form gebracht. Zusätzlich wurden Wangenklappen, Ösen und Verzierungen angebracht. Später wurden Bronzehelme und Eisenhelme aus dickem Blech in ihre Form getrieben. Die Oberflächen wurden zum Teil aufwändig gestaltet, verzinnt oder mit Buntmetall oder Silberblechen verziert.

## Weblink
- die-roemer-online.de – Mehr zur römischen Bewaffnung und Ausrüstung